# マル・ウォルドロン
マル・ウォルドロン（Mal Waldron、1925年8月16日 - 2002年12月2日）は、アメリカ、ニューヨーク州ニューヨーク市出身のジャズピアニストで作曲家。ハード・バップ、ソウル・ジャズの奏者として知られる。また、ビリー・ホリデイの伴奏者としても知られた。2002年12月2日ベルギーのブリュッセルで死去。77歳。

## 来歴
1950年代初頭からアイク・ケベックやチャールズ・ミンガスと共演。1956年から1958年にかけては、プレスティッジ・レコードのピアニストとして多くのセッションに参加した。1954年から1956年にかけてチャールズ・ミンガス・コンボのピアニストとして活躍、アルバム『直立猿人』にも参加。1957年からビリー・ホリデイの伴奏者となり、1959年7月に彼女が他界するまでその役を務めた。ビリー・ホリデイ死去の5か月前に、アルバム『レフト・アローン』を制作。ビリーが作詞し、マルが作曲した「レフト・アローン」は、スタンダード・ナンバーとなった。
1961年から1962年には、エリック・ドルフィーとブッカー・リトルのコンボに参加し、ニューヨーク「ファイブ・スポット」においてライブ録音を残した。1965年に渡欧し、ヨーロッパ、日本を中心に演奏活動を行なった。1966年にはイタリア、フランス、オランダ、ドイツをはじめとしたヨーロッパを中心に活動を続ける。その後、ドイツに定住。1970年2月の初来日は私的旅行で本格的な公演はなく、ジャズ誌のインタビュー、ミニ・コンサート、2作のスタジオ録音で終わった。
1980年代に蒔田洋実と再婚し、同時期にベルギーのブリュッセルへ移住した。

## ディスコグラフィ
- 『マル-1』 - Mal-1 (1956年、Prestige)
- 『マル-2』 - Mal/2 (1957年、Prestige)
- 『マル-3』 - Mal/3: Sounds (1958年、Prestige)
- 『マル-4』 - Mal/4: Trio (1958年、New Jazz)
- 『レフト・アローン』 - Left Alone (1959年、Bethlehem) ※1959年2月録音
- 『ザ・クエスト』 - The Quest (1962年、New Jazz) ※1961年6月録音
- 『オール・アローン』 - All Alone (1966年、GTA) ※ソロ
- 『スウィート・ラヴ、ビター』 - Sweet Love, Bitter (1967年、Impulse!) ※1967年3月録音。サウンドトラック
- Ursula (1969年、Musica) ※1969年6月録音
- 『フリー・アット・ラスト』 - Free at Last (1969年、ECM)
- 『トウキョウ・レヴェリー』 - Tokyo Reverie (1970年、RCA Victor Japan) ※1970年2月7日録音。ソロ
- 『トウキョウ・バウンド』 - Tokyo Bound (1970年、RCA Victor Japan) ※1970年2月7日、12日録音。荒川康男、猪俣猛とのトリオ編成
- 『ブラッド・アンド・ガッツ』 - Blood and Guts (1970年、Futura) ※1970年5月録音。パリにおけるライブ
- 『スパニッシュ・ビッチ』 - Spanish Bitch (1970年、ECM/Victor) ※1970年9月録音。日本でのみ発売
- 『ジ・オープニング』 - The Opening (1970年、Futura) ※1970年11月録音。ソロ
- 『ライヴ・アルバム』 - Mal: Live 4 to 1 (1971年、Philips) ※1970年11月録音。銀座「ヤマハホール」におけるライブ
- 『ザ・コール』 - The Call (1971年、JAPO) ※1971年2月録音
- 『ファースト・エンカウンター』 - First Encounter (1971年、RCA Victor Japan) ※1971年3月録音 with ゲイリー・ピーコック
- 『ナンバー19』 - Number Nineteen (1971年、Freedom) ※1971年5月録音
- 『ブラック・グローリー』 - Black Glory (1971年、Enja)
- 『マル・ウォルドロン・プレイズ・ザ・ブルース』 - Mal Waldron Plays the Blues (1971年、Enja) ※1971年6月録音
- 『シグナルス』 - Signals (1971年、Freedom) ※1971年8月録音。ソロ
- 『果てしなき旅』 - Journey Without End (1971年、RCA Victor Japan) ※1971年11月録音 with スティーヴ・レイシー
- 『ブルース・フォー・レディ・デイ』 - Blues for Lady Day (1972年、Black Lion) ※1972年2月録音。ソロ
- 『マイルスの影』 - A Little Bit of Miles (1972年、Freedom) ※1972年2月録音
- 『ララバイ』 - Jazz a Confronto 19 (1972年、Horo) ※ソロ
- 『オン・スタインウェイ』 - Mal Waldron on Steinway (1972年、Teichiku) ※1972年5月録音。ソロ
- 『マル・ウォルドロン・ウィズ・スティーヴ・レイシー』 - Mal Waldron with the Steve Lacy Quintet (1972年、America (France)) ※1972年5月録音
- 『マル・ウォルドロン・ウィズ・スティーヴ・レイシー・クインテット』 - The Whirling Dervish (1972年、America (France)) ※1972年5月録音
- 『メディテーションズ：ライヴ・アット・ダグ』 - Meditations (1972年、RCA Victor) ※1972年7月録音。新宿「DUG」におけるソロ・ライブ
- 『アップ・ポップド・ザ・デヴィル』 - Up Popped the Devil (1973年、Enja) ※1973年12月録音
- 『ハード・トーク』 - Hard Talk (1974年、Enja) ※1974年5月録音
- 『ア・タッチ・オブ・ザ・ブルース』 - A Touch of the Blues (1975年、Enja) ※1972年5月録音
- 『ライク・オールド・タイムズ』 - Like Old Times (1976年、RCA Victor) ※1976年4月録音 with ジャッキー・マクリーン
- 『ワン・アップマンシップ』 - One-Upmanship (1977年、Enja) ※1977年2月録音 with スティーヴ・レイシー
- 『ムーズ』 - Moods (1978年、Enja) ※1978年5月録音
- 『ミンガスに捧ぐ』 - Mingus Lives (1979年、Enja) ※1979年2月録音。ソロ
- 『マル81』 - Mal 81 (1981年、Progressive) ※1981年6月録音
- Snake Out (1982年、Hathut) ※1981年8月14日録音 with スティーヴ・レイシー
  - Herbe de l'oubli (1983年、Hathut) ※1981年8月15日録音 with スティーヴ・レイシー
  - Live at Dreher, Paris 1981 (1981年、Hathut) ※1981年8月10日-15日録音 with スティーヴ・レイシー
  - Let's Call This (1986年、Hathut) ※1981年8月13日-15日録音 with スティーヴ・レイシー
- 『ホワット・イット・イズ』 - What It Is (1981年、Enja) ※1981年11月録音
- 『NEWS ラン・アバウト・マル』 - News: Run About Mal (1982年、Progressive) ※1981年6月録音
- 『ワン・エントランス・メニー・エグジッツ』 - One Entrance, Many Exits (1982年、Palo Alto) ※1982年1月録音
- 『イン・レトロスペクト』 - In Retrospect (1982年、Baybridge) ※1982年4月録音・宮沢昭、鈴木勲、藤沢博延と共演[6]
- 『ブレイキング・ニュー・グラウンド』 - Breaking New Ground (1983年、Baybridge) ※1983年6月録音
- 『プレイズ・エリック・サティ』 - Mal Waldron Plays Eric Satie (1983年、Baybridge) ※1983年12月8日録音。エリック・サティ集
- 『あなたと夜と音楽と』 - You and the Night and the Music (1983年、Paddle Wheel) ※1983年12月9日録音
- 『エンカウンターズ』 - Encounters (1984年、Muse) ※1984年3月録音 with デヴィッド・フリーゼン（英語版）
- 『アンド・アローン』 - And Alone (1985年、CBS/Sony) ※1985年9月録音。ソロ
- 『ピアノ・デュオ・ライヴ』 - Piano Duo Live at Pit Inn (1985年、CBS/Sony) ※1985年9月録音。「新宿ピット・イン」におけるライブ with 山下洋輔[5]）
- Dedication (1985年、Soul Note) ※1985年11月録音 with デヴィッド・フリーゼン
- Space (1986年、Vent du Sud) ※1986年2月録音 with Doudou Gouirand、Michel Marre
- Sempre Amore (1986年、Soul Note) ※1986年2月録音 with スティーヴ・レイシー
- 『レフト・アローン'86』 - Left Alone '86 (1986年、Paddle Wheel) ※1986年9月録音 with ジャッキー・マクリーン
- Songs of Love and Regret (1987年、Freelance) ※1985年11月録音 with マリオン・ブラウン（英語版）
- Update (1987年、Soul Note) ※1986年3月録音。ソロ
- The Git Go – Live at the Village Vanguard (1987年、Soul Note) ※1986年9月16日録音
  - The Seagulls of Kristiansund (1987年、Soul Note) ※1986年9月16日録音
- 『ボス・サイズ・ナウ』 - Both Sides Now (1987年、Century) ※1987年録音。ソロ
- Our Colline's a Treasure (1987年、Soul Note) ※1987年4月録音
- Remembering the Moment (1987年、Soul Note) ※1987年6月録音 with デヴィッド・フリーゼン、エディ・ムーア、ジム・ペッパー（英語版）、ジュリアン・プリースター（英語版）
- 『スーパー・カルテット・オブ・マル・ウォルドロン&スティーブ・レイシー』 - The Super Quartet Live at Sweet Basil (1987年、Paddle Wheel) ※1987年8月録音
- 『マル、ダンス・アンド・ソウル』 - Mal, Dance and Soul (1987年、Enja) ※1987年11月録音
- Evidence (1988年、Dark Light) ※1988年3月録音。ソロ
- Art of the Duo (1988年、Tutu) ※1988年4月、12月録音 with ジム・ペッパー
- 『ノー・モア・ティアーズ (フォー・レディ・デイ)』 - No More Tears (For Lady Day) (1988年、Timeless) ※1988年11月録音
- Into the Light (1989年、Materiali Sonori) ※1989年録音
- Crowd Scene (1989年、Soul Note) ※1989年6月10日録音
  - Where Are You? (1989年、Soul Note) ※1989年6月10日録音
- Quadrologue at Utopia (1989年、Tutu) ※1989年10月25日、26日録音。インスブルックにおけるライブ
  - More Git' Go at Utopia (1989年、Tutu) ※1989年10月25日、26日録音

## 映像ソフト
- マル・ウォルドロン&ジャッキー・マクリーン : 『レフト・アローン '86』 (1989年7月25日)
- マル・ウォルドロン・クィンテット : 『ライヴ・アット・ヴィレッジ・ヴァンガード』 (1988年1月25日)

## ファミリーの音楽活動
- 「MS.MS.MK.（ミズミズメック）」マル・ウォルドロンの家族をメンバーとしたグループ。
  - マリアン・ウォルドロン（1983年・東京都生まれ）
  - マルコム・ウォルドロン（1986年・ベルギー生まれ）
  - マイケル・ウォルドロン（1991年・ベルギー生まれ）
  - サラ・ウォルドロン（1991年・ベルギー生まれ）
  - ヒロミ・ウォルドロン（サポートメンバー・母親）
  - マル・ウォルドロン（サポートメンバー・父親）

※1998年に来日し、「ちゅーりっぷコンサート」と題したコンサート活動を日本全国で行った。